# نادي هارت أوف ليونز
نادي هارت أوف ليونز لكرة القدم (بالإنجليزية: Heart of Lions Football Club) هو نادي كرة قدم محترف غاني. تأسس في عام 2002. يقع مقره في كباندو في إقليم فولتا. شارك النادي في الدوري الغاني الممتاز حتى هبط في عام 2015.

## تاريخ
كان هارت أوف ليونز عضوًا في الدوري الغاني الممتاز. لقد احتلوا المركز الرابع في موسم 2004 و 2005 من الدوري الغاني الممتاز.
تم تأسيس هارت أوف ليونز في عام 2002. صعد إلى دوري الدرجة الأولى الغانية في موسم 2003. لم يفزوا بأي ألقاب، ولكنهم تأهلوا لدوري أبطال أفريقيا في عام 2009، وكأس الكونفيدرالية الأفريقية 2005.

## التشكيلة الحالية
ملاحظة: تشير الأعلام إلى المنتخب الوطني على النحو المحدد في قواعد الأهلية للفيفا. قد يحمل اللاعبون أكثر من جنسية واحدة غير تابعة للفيفا.
| الرقم | البلد | المركز | اللاعب           |
| ----- | ----- | ------ | ---------------- |
| 16    | غانا  | حارس   | ايمانويلوفوري    |
| 3     | غانا  | مدافع  | جودفريد روكسون   |
| 4     | غانا  | مدافع  | بروسبر افيه      |
| 5     | غانا  | مدافع  | احمد منساه       |
| 6     | غانا  | وسط    | شريف دانلادي     |
| 7     | غانا  | وسط    | إدموند آلان شيرر |
| 8     | غانا  | وسط    | هانز كووفي       |
| 9     | غانا  | مهاجم  | جودفريد أشانتي   |
| 10    | غانا  | وسط    | إبراهام أنان     |
| 11    | غانا  | مهاجم  | كوفي نيت بواكي   |
| 12    | غانا  | مهاجم  | فرانك أوسي       |
| 13    | غانا  | مدافع  | جورج علي         |
| 16    | غانا  | حارس   | جوزيف أدو        |

| الرقم | البلد | المركز | اللاعب              |
| ----- | ----- | ------ | ------------------- |
| 14    | غانا  | وسط    | إيساكا يعقوبو رزاق  |
| 15    | غانا  | وسط    | كويكو دعوه          |
| 17    | غانا  | مدافع  | عوبيد انساه         |
| 18    | توغو  | مهاجم  | كوفي سينام فيابو    |
| 19    | غانا  | مهاجم  | صموئيل إليس         |
| 20    | غانا  | وسط    | صموئيل كينغستون     |
| 23    | غانا  | مدافع  | يعقوب محمد          |
| 27    | غانا  | وسط    | بريت نسيه           |
| 29    | غانا  | وسط    | دانيال أكواي        |
| 31    | غانا  | مهاجم  | إسحاق مورغان        |
| 32    | غانا  | وسط    | ريتشموند ديكوتسي    |
| 33    | غانا  | مدافع  | كوامي أدجي          |
| 36    | غانا  | مهاجم  | فيليكس داودا نيلسون |
| 45    | غانا  | حارس   | ستيفن أهورلو        |

## الاعبين السابقين
- دومينيك أديياه
- ستيفن أهورلو
- كوملان أميوو
- جون بوي
- راتشاد تشيتو
- ستيفن أهورلو

## المدربين السابقين
- محمد طيفون تركمان
- با كويسي فابين

## الإنجازات

### المواضع الأخرى

#### الدوري الغاني الممتاز
- المركز الثاني: موسم 2012-2013

## الأداء في مسابقات الاتحاد الأفريقي
- كأس الاتحاد الإفريقي: ظهور واحد

2005 - انسحب من الدور الأولى
- دوري أبطال أفريقيا: ظهور واحد

2009

## المشاركات في مسابقات الاتحاد الأفريقي
| السنة | البطولة                     | الدور    | النادي                  | ديار  | خارج الديار | الاجمالي |
| ----- | --------------------------- | -------- | ----------------------- | ----- | ----------- | -------- |
| 2005  | كأس الكونفيدرالية الأفريقية | التمهيدي | جمعية الوئام            | w.o.1 | w.o.1       | w.o.1    |
| 2009  | دوري أبطال أفريقيا          | التمهيدي | إيتوال فيلانتي واغادوغو | 2-3   | 2-0         | 4-3      |

1- إنسحب هارت أوف ليونز من البطولة.

## الهيئة الإدارية والفنية
- الرئيس: غودوين كوامي أهيابكور
- نائب الرئيس: صموئيل أهيابكور
- مدير العمليات: والتر ينكا
- مسؤول المساعدة الاجتماعية: ريتشارد أكوينسي
- الأمانة العامة: دودزي دزيدورنو
- مدير التسويق: اليكس ابواجي
- مدير الفريق: با كويسي فابين
- المدرب: أوتي أكينتنغ
- المدرب المساعد: أورلاندو ويلينجتيون

## روابط خارجية
- هارت أوف ليونز - الموقع الرسمي